# Bernie Wayne
Bernie Wayne (Paterson, 6 de marzo de 1919-Marina del Rey, 18 de abril de 1993) fue un compositor estadounidense, autor de más de un millar de canciones y jingles comerciales. Sus composiciones más populares son, "Blue Velvet", grabado por innumerables artistas, y "There She Is," tema largamente asociado al certamen de Miss America, así como diversas canciones escritas para Elvis Presley, musicales de Broadway y producciones cinematográficas. 

## Biografía
Wayne, cuyo nombre real era Bernard Weitzner, nació en Paterson, Nueva Jersey en 1919.
Comenzó a trabajar junto al letrista Ben Raleigh, componiendo canciones para Cass Daley, entre las que destaca el éxito de 1946 "Laughing on the Outside (Crying on the Inside)", popularizado por el cantante Sammy Kaye y su orquesta y usado en la película de 1950, El demonio de las armas. Junto a Lee Morris, Wayne escribió su mayor éxito, Blue Velvet, estrenado por Tony Bennett a comienzos de los 50 y elevado a los primeros puestos de las listas de éxitos en todo el mundo por Bobby Vinton una década más tarde. El tema dio título a la película de David Lynch de 1986, Blue Velvet. 
En Broadway, escribió música para Listen to Liz, Skits-oh-Frantics y Torero!. Produjo la banda sonora de la película de 1964 Zorba, el griego y de A Patch of Blue en 1965, como director de la división artists and repertoire en la 20th Century Fox Records.
El tema There She Is se convirtió en la canción representativa del certamen de Miss America desde 1955. El concurso dejó de usarla en 1981, tras surgir algunos problemas con los derechos de autor.
Wayne falleció de un fallo cardíaco en Marina del Rey, California, el 18 de abril de 1993.